# ماريان دوغرتي
ماريان دوغرتي (بالإنجليزية: Marian Dalmy)‏ هي لاعبة كرة قدم أمريكية، ولدت في 25 نوفمبر 1984 في دنفر في الولايات المتحدة. شاركت مع منتخب الولايات المتحدة لكرة القدم للسيدات. أما مع النوادي، فقد لعبت مع بورتلاند ثورنز وشيكاغو رد ستارز.

## وصلات خارجية
- ماريان دوغرتي على موقع الاتحاد الدولي (مؤرشف)  (الإنجليزية)
- ماريان دوغرتي على موقع قاعدة بيانات كرة القدم.إي يو (الإنجليزية)
- ماريان دوغرتي على موقع Soccerway.com (الإنجليزية)
- ماريان دوغرتي على موقع عالم كرة القدم.نت (الإنجليزية)